# Gostchorz
Gostchorz (daw. Goschorz)– wieś w Polsce położona w województwie mazowieckim, w powiecie siedleckim, w gminie Wiśniew.  Ma status sołectwa. Leży nad Muchawką.
Wierni Kościoła rzymskokatolickiego należą do parafii Najświętszego Serca Jezusowego w Wiśniewie.
W latach 1975–1998 miejscowość administracyjnie należała do województwa siedleckiego.
Przez wieś przebiega droga krajowa nr 63 Węgorzewo – Sławatycze i dwie drogi powiatowe: do Domanic i do Kaczor. 
Znajduje się tu Szkoła Podstawowa im. Kazimierza Odnowiciela oraz stary młyn.
W miejscowości działa założona w 1923 roku jednostka ochotniczej straży pożarnej. Na wyposażeniu jednostki znajdują się dwa samochody gaśnicze: średni GBA 2,8/16 MAN z  1994 roku oraz lekki GLBM Fiat Ducato z 1997 roku.